# Piradoketosita
La piradoketosita és un mineral de la classe dels sulfurs. El seu nom deriva de les paraules gregues “πυρ” (foc) i “άδόκητος” (imprevist) per la sorpresa de trobar un nou polimorf de la pirargirita i la pirostilpnita, espècies conegudes des de fa temps.

## Característiques
La piradoketosita és un sulfur de fórmula química Ag₃SbS₃. Va ser aprovada com a espècie vàlida per l'Associació Mineralògica Internacional l'any 2020, sent publicada en el mes d'octubre de 2022. Cristal·litza en el sistema monoclínic.
L'exemplar que va servir per a determinar l'espècie, el que es coneix com a material tipus, es troba conservat a les col·leccions del Museu d'Història Natural de la Universitat de Pisa (Itàlia), amb el número de catàleg: 19913.

## Formació i jaciments
Va ser descoberta al túnel Sant'Olga de la mina del Monte Arsiccio, a la localitat de Stazzema, dins la província de Lucca (Toscana, Itàlia), on es troba en forma de cristalls aciculars estriats paral·lels a l'allargament, de fins a 200 μm de llargada i 25 μm de gruix. Aquest indret és l'únic a tot el planeta on ha estat descrita aquesta espècie mineral.